# Lourdes Benedicto
Lourdes Delarosa Benedicto (* 12. November 1974 in Brooklyn, New York City, New York) ist eine US-amerikanische Schauspielerin philippinisch-dominikanischer Abstammung.

## Leben und Karriere
Lourdes Benedicto machte ihren Abschluss an der Carnegie Mellon University in Pittsburgh im US-Bundesstaat Pennsylvania. Ihr Filmdebüt hatte sie 1998 mit dem Film Permanent Midnight – Voll auf Droge. Zuvor spielte sie bereits eine wiederkehrende Rolle in der Fernsehserie New York Cops – NYPD Blue. 2002 wurde sie für die Rolle der Rena Trujillo in der Serie Emergency Room – Die Notaufnahme für den ALMA Award nominiert. Von 2006 bis 2007 war sie in der kurzlebigen Mysteryserie The Nine – Die Geiseln als Eva Rios zu sehen, bevor sie 2008 die Rolle der Alicia Lawson in Cashmere Mafia erhielt. 2009 erhielt sie eine Hauptrolle als Valerie Stevens in der ABC-Science-Fiction-Serie V – Die Besucher.
Seit 2006 ist Benedicto mit Matthew Curley verheiratet.

## Filmografie
- 1996–2000: New York Cops – NYPD Blue (NYPD Blue, Fernsehserie, 22 Episoden)
- 1998: Permanent Midnight – Voll auf Droge (Permanent Midnight)
- 1999: Drive Me Crazy
- 1999: Law & Order: New York (Law & Order: Special Victims Unit, Fernsehserie, Episode 1x09 Stocks & Bondage)
- 2000: Resurrection Blvd. (Fernsehserie, 2 Episoden)
- 2000–2001: Titans – Dynastie der Intrigen (Titans, Fernsehserie, 10 Episoden)
- 2001: Emergency Room – Die Notaufnahme (ER, Fernsehserie, 5 Episoden)
- 2001: Strong Medicine: Zwei Ärztinnen wie Feuer und Eis (Strong Medicine, Fernsehserie, Episode 2x06 Relief)
- 2001: Dawson’s Creek (Fernsehserie, 7 Episoden)
- 2002: The Locket
- 2003: Two Days
- 2003: 24 (Fernsehserie, 10 Episoden)
- 2003: Fighting Temptations (The Fighting Temptations)
- 2005: Dead Zone (The Dead Zone, Fernsehserie, Episode 4x07 Grains of Sand)
- 2005: Silver Bells
- 2006: Unbeatable Harold
- 2006–2007: The Nine – Die Geiseln (The Nine, Fernsehserie, 13 Episoden)
- 2008: Cashmere Mafia (Fernsehserie, 6 Episoden)
- 2008: Numbers – Die Logik des Verbrechens (Numb3rs, Fernsehserie, Episode 5x08 Thirty-Six Hours)
- 2009–2010: V – Die Besucher (V, Fernsehserie, 10 Episoden)